# Ducato di Pomerania
Il Ducato di Pomerania fu un territorio sul quale si estendeva la signoria dei principi di origine slava nota come dinastia dei Greifen, che vi si spartirono il territorio dal XII al XVII secolo. Su questo territorio, sito sulla costa meridionale del Mar Baltico da entrambi i lati del fiume Oder, si estendono oggi la Pomerania anteriore, che è parte del Land tedesco del Meclemburgo-Pomerania Anteriore, il Voivodato della Pomerania Occidentale ed in piccola parte anche il Voivodato della Pomerania, entrambi parte della Repubblica di Polonia. 

## Visione generale
Nella Pomerania vi furono nel corso della storia più ducati, la cui esistenza politica e geografica si modificò più volte attraverso suddivisioni e riunificazioni. I duchi che vi regnarono vengono indicati complessivamente come Greifen. Si contano:
- ducato di Barth (1372–1451)
- ducato di Pomerania-Demmin (1170 circa–1264)
- ducato di Pomerania-Stettino (1170/1295–1464, 1532/41–1625/37)
- ducato di Pomerania-Wolgast (1295–1474/8, 1532/41–1625/37)
- ducato di Pomerania -Stolp (1368/72–1459)

In questo territorio era situato, fin dal 1140, il vescovado di Cammin. La sede vescovile fino al 1150/55 era in Wollin, poi in Usedom ed infine dal 1178 in Cammin. Con la Riforma protestante esso perse le funzioni-guida e la signoria secolare del vescovo di Cammin finì nel 1556 per scelta del principe Giovanni Federico nell'ambito della signoria del casato dei Greifen fino alla morte dell'ultimo vescovo.

## Sviluppo

### Nascita del ducato
Verso il 995 il duca polacco Boleslao I, detto Il Valoroso sottomise al proprio potere il territorio ad est dell'Oder. Nel corso delle guerre polacche fra il 1005 ed il 1013 la Pomerania riacquistò la propria indipendenza. I primi tentativi di cristianizzazione della popolazione del territorio fallirono. Il conflitto fra Zemuzil, signore della Pomerania, e il duca polacco Casimiro I, che durava dal 1042, fu risolto dall'imperatore Enrico III nel 1046.
Verso il 1100 furono nominati numerosi duchi un Pomerania, che però non sono rintracciabili in nessun sunto genealogico a causa della scarsa tradizione. Gli alberi genealogici dei Greifen del XVI e XVII secolo invero nominano come antenato un certo Swantibor, ma gli effettivi rapporti di parentela con le generazioni successive non sono inequivocabilmente dimostrabili.
Lo stesso vale per gli altri citati come duchi di Pomerania all'inizio del XII secolo nelle fonti, soprattutto nelle cronache polacche. Perciò i fratelli Vartislao I e Ratibor I vengono visti oggi concordemente come i primi principi della dinastia dei Greifen.
Nel 1121 Vartislao I si sottomise al duca polacco Boleslao III di Polonia. Quest'ultimo cercò di garantirsi la signoria sulla Pomerania mediante l'introduzione del cristianesimo. Il primo tentativo missionario da parte di un prete spagnolo in Wolin fallì. Nel maggio 1124 emerse Ottone di Bamberga alla sua prima missione da Gniezno, attraverso Pyrzyce a Cammin e quindi a Stettino. Già nel febbraio del 1125 tuttavia egli ritornava a Gniezno. Nella sua seconda missione Ottone di Bamberga raggiunse, nel 1128, Demmin ed Usedom. Dopo la morte di Vartislao I furono creati dai suoi figli, Casimiro I di Pomerania e Boghislao I, verso la fine del XII secolo, i ducati di Pomerania-Demmin e di Pomerania-Stettino. Nel 1181 Boghislao I venne elevato a Lubecca al rango di principe dell'impero quale "Duca di Slavinen", ma già nel 1185 egli dovette riconoscere la sovranità danese, della quale tuttavia poté liberarsi già due anni dopo a seguito della sconfitta danese nella battaglia di Bornhöved. Al rinnovato rientro nel novero dei principi dell'impero si opposero solo gli Ascanidi marchesi del Brandeburgo, che nel 1231 furono infeudati dall'imperatore Federico II del ducato di Pomerania.
Essi rivendicarono la signoria sulla Pomerania e chiusero trattative a Kremmen nel 1236 ed a Landin nel 1250, con le quali riuscirono ad acquisire grosse parti di territorio fra cui Land Stargard e l'Uckermark.

### Ducato di Pomerania-Demmin
Casimiro I di Demmin ne fu il primo duca dal 1170. Già il 17 maggio 1264 tuttavia questa linea dinastica si era estinta con la morte di Vartislao III, uno dei nipoti di Boghislao I.
Vartislao III perse nel 1236 perse il territorio di Zirzipanien ad ovest di Demmin a favore dei signori del Meclemburgo e nello stesso anno anche il territorio di Stargard, il futuro Meclemburgo-Strelitz, a favore dei signori del Brandeburgo. Nello stesso tempo iniziò la colonizzazione tedesca del territorio.

### Ducato di Pomerania-Stettino
Bogislaw I regnò su Pomerania-Stettino e sposò Anastasia di Polonia, figlia di Mieszko III. Sotto il nipote Barnim I, dal 1230, l'insediamento germanico nel territorio venne rafforzato e furono fondate numerose città.
Con il trattato di Landin del 1250 l'Uckermark, fino ad allora facente parte della Pomerania, passò al Brandeburgo. Dopo la morte di Vartislao III la signoria passò nel 1264 a Barnim. Il figlio di primo letto, Boghislao IV, e quello di secondo letto, Ottone I, si divisero il ducato dopo la morte del fratellastro Barnim II: nel 1295 la parte denominata Pomerania-Wolgast andò a Boghislao IV e quella denominata Pomerania-Stettino a Ottone I.

### Ducato di Pomerania-Wolgast
Il Ducato di Pomerania-Wolgast fu fondato nel 1295 da Boghislao IV. Il figlio Vartislao IV nel 1317 riuscì ad acquisire le terre di Schlawe-Stolp dalla massa ereditaria dell'ormai estinto (1295) casato ducale dei Samboridi. Dopo la morte del principe di Rügen Wizlaw III, il relativo ducato entrò a far parte di quello di Pomerania-Wolgast. Negli anni 1368 e 1372 la Pomerania-Wolgast fu divisa in Pomerania posteriore, che andò a Boghislao V, ed in Pomerania anteriore, che andò ai figli di Barnim IV, fratello di Boghislao V. Il terzo fratello, Vartislao V ottenne subito un indennizzo e nel 1372 la nuova Stettino, che tuttavia con la sua morte tornò nuovamente alla Pomerania-Wolgast, non avendo egli lasciato eredi.
Nel 1456 fu fondata l'Università Ernst-Moritz-Arndt a Greifswald. Dal 1478 al 1523 si giunse nuovamente ad una riunione dei ducati sotto Boghislao X, ma nel 1523 la Pomerania fu nuovamente divisa in due ducati. Con Giovanni Bugenhagen, nel 1534 si diffuse nel ducato la Riforma protestante.

### Ducato di Pomerania-Stolp
Dopo che il 15 maggio 1368 fu concluso il trattato di Anklam, nacque ad est del fiume Swine il ducato di Pomerania-Stolp sotto Boghislao V. Dopo la sua morte, avvenuta nel 1374, gli successero i figli Casimiro IV, che morì nel 1377, Barnim V come Boghislao VIII. Dopo la sua morte, avvenuta nel 1418, la sua vedova Sofia dell'Holstein assunse la reggenza in nome del figlio Boghislao IX fino al raggiungimento da parte di quest'ultimo nel 1425 della maggiore età. Morto questi nel 1446, Erik VII di Danimarca tornò a Rügenwalde ove risiedette come duca di Pomerania-Stolp. Dopo la sua morte, avvenuta nel 1459, il duca di Pomerania-Wolgast, Eric II assunse anche la signoria in Rügenwalde-Stolp. Dopo la sua morte (1474) il figlio Boghislao X riunì nelle sue mani l'intera Pomerania e il ducato di Pomerania-Stolp cessò di esistere.

### Fine del ducato di Pomerania
Nel corso della guerra dei trent'anni la Pomerania, nel 1630, cadde sotto il dominio svedese. Nel 1637 morì senza eredi l'ultimo duca Boghislao XIV: si ritenne che l'estinzione della casato dei Greifen fu una "vendetta postuma" della nobildonna Sidonia von Borcke, condannata a morte per stregoneria nel 1620, la quale era stata protagonista di varie cause giudiziarie contro esponenti di tale famiglia.
Fino alla pace di Vestfalia nel 1648 la Pomerania fu amministrata dagli svedesi e successivamente nel 1653, con il Trattato di Stettino, fu suddivisa in Pomerania posteriore (Hinterpommern), che passò sotto il dominio del Margraviato di Brandeburgo, e Pomerania anteriore (Vorpommern) che divenne Pomerania svedese. Dopo la grande guerra del Nord, dal 1700 al 1721, la parte di Pomerania anteriore a sud del fiume Peene passò alla Prussia e così successe anche alla rimanente parte a nord del fiume, nel 1815, a seguito del Congresso di Vienna.

## Elenco dei duchi di Pomerania
- prima del 1121 Swantopolk I
- 1121 – prima del 1147/8 Vartislao I
- 1147/8–1156 Ratibor I
- 1156–1180 Boghislao I e Casimiro I
- 1180–1187 Boghislao I
- 1187–1220 Boghislao II e Casimiro II

Nel 1202 il ducato fu ripartito; le parti iniziali furono (fino al 1264) Stettino e Demmin, dopo la prima effettiva suddivisione dal 1295 Wolgast e Stettino, quindi di tanto in tanto il ducato fu nuovamente riunito formando uno Stato di Pomerania i cui duchi furono:
- 1220–1278 Barnim I
- 1278–1295 Barnim II, Ottone I e Boghislao IV
- 1478–1523 Boghislao X detto "il Grande"
- 1523–1531 Giorgio I e Barnim IX
- 1625–1637 Boghislao XIV
- dal 1637 la parte occidentale della Pomerania (Pomerania Anteriore) appartenne all Svezia compresa Stettino
- 1637–1657 i territori di Lauenburg e Bütow come feudi inglobati appartennero dapprima alla Polonia e poi al Brandeburgo
- dal 1648 la Pomerania Anteriore appartenne al Brandeburgo

### Pomerania-Stettino
- 1160–1187 Boghislao I
- 1156–1180 Boghislao I e Casimiro I.
- 1202–1220 Boghislao II
- 1220–1278 Barnim I
- 1278–1295 Barnim II, Ottone I e Boghislao IV
- 1295–1344 Ottone I
- 1344–1368 Barnim III
- 1368–1372 Casimiro III (IV.), Swantibor III (I.) e Boghislao VII
- 1372–1404 Swantibor III (I) e Boghislao VII
- 1404–1413 Swantibor III (I)
- 1413–1428 Ottone II e Casimiro V
- 1428–1435 Casimiro V
- 1435–1451 Gioachino I d. J.
- 1451–1464 Ottone III
- 1464–1474 Eric II
- 1474–1523 Boghislao X
- 1523–1531 Giorgio I e Barnim IX
- 1531–1569 Barnim IX
- 1569–1600 Giovanni Federico
- 1600–1603 Barnim X
- 1603–1606 Boghislao XIII
- 1606–1618 Filippo II
- 1618–1620 Francesco
- 1620–1637 Boghislao XIV

### Pomerania-Demmin
- 1160–1180 Casimiro I
- 1202–1219/20 Casimiro II
- 1219/20–1264 Vartislao III

### Pomerania-Wolgast
- 1295–1309 Boghislao IV
- 1309–1326 Vartislao IV
- 1326–1365 Boghislao V, Barnim IV e Vartislao V
- 1365–1368 Boghislao V, Vartislao V
- 1368–1376 Boghislao VI, Vartislao VI
- 1376–1393 Boghislao VI
- 1393–1394 Vartislao VI
- 1394–1405 Barnim VI, Vartislao VIII
- 1405–1415 Vartislao VIII
- 1415–1451 Barnim VII e Vartislao IX
- 1451–1457 Vartislao IX
- 1457–1474 Erich II
- 1474–1478 Vartislao X
- 1478–1523 Boghislao X
- 1523–1531 Barnim IX e Giorgio I
- 1532–1560 Filippo I
- 1567–1569 Boghislao XIII, Ernesto Ludovico, Giovanni Federico e Barnim X
- 1569–1592 Ernesto Ludovico
- 1592–1625 Filippo Giulio

### Pomerania-Stolp
- 1368–1373 Boghislao V
- 1374–1377 Casimiro IV (V)
- 1377–1395 Vartislao VII
- 1395–1402 Boghislao VIII e Barnim V
- 1402–1403 Barnim V
- 1403–1418 Boghislao VIII
- 1418–1446 Boghislao IX
- 1449–1459 Erich I

### Pomerania-Stargard
- 1377–1402 Boghislao VIII e Barnim V.
- 1402–1418 Boghislao VIII.
- 1418–1446 Boghislao IX
- 1449–1459 Erich I

### Pomerania-Barth
- 1425–1436 Barnim VIII, Swantibor IV
- 1436–1451 Barnim VIII
- 1457–1478 Vartislao X
- 1478–1531 Parte del Ducato di Pomerania
- 1531–1569 Parte del Ducato di Wolgast
- 1569–1605 Boghislao XIII
- ab 1603 Parte del Ducato di Stettino

### Pomerania-Rügenwalde
(tra il 1569 e il 1622 apannaggio dei duchi)
- 1569–1602 Barnim X
- 1602–1605 Casimiro VI
- 1605–1606 Boghislao XIII
- 1606–1617 Giorgio II, Boghislao XIV
- 1617–1622 Boghislao XIV